# Les Bijoutiers du clair de lune
Les Bijoutiers du clair de lune (conocida en español como Los joyeros del claro de luna en España y Armas de mujer en Argentina) es una película franco-italiana de Eastmancolor de 1958 dirigida por Roger Vadim. Vadim ya había adquirido fama internacional con su atrevido debut Y Dios creó a la mujer (1956). Al igual que su predecesora, Les Bijoutiers du clair de lune explotó la exuberante sensualidad de Brigitte Bardot, quien era la esposa de Vadim en ese momento.

## Argumento
Ambientada en la España rural, Úrsula (Brigitte Bardot), es una joven que acaba de salir de un convento y se ha mudado con su tía Florentine (Alida Valli) y su violento marido, el conde Ribera (José Nieto). Ribera quiere ver muerto a Lambert (Stephen Boyd), un joven del pueblo. Ursula rápidamente se enamora de Lambert. En un enfrentamiento entre ambos, Lambert mata a Ribera en defensa propia.
Úrsula pronto descubre el motivo del conflicto: él estaba teniendo una aventura con su tía. Sin embargo, cuando Florentine descubre que su amante no tiene intención de comprometerse con ella, se niega a confirmar la coartada de Lambert a la policía y lo obliga a convertirse en un fugitivo. Úrsula se escapa con él y juntos buscan la manera de sacarlo sano y salvo del país. Mientras evaden a la policía, los amantes se refugian en el desfiladero conocido como El Chorro.
Lambert se pone en contacto con Florentine, quien acepta ayudarlos a completar su fuga. Pero en la cita en la ciudad, la policía ve el coche de Florentine y empieza a sospechar. Un policía ve a Lambert en la calle del pueblo. Contra las protestas de Lambert, Úrsula corre hacia él. Después de realizar disparos de advertencia, el policía dispara varias balas calle arriba, hiriendo mortalmente a Úrsula en la espalda mientras se para frente a Lambert, quien resulta ileso. Él la sostiene contra una puerta y, cuando ella muere, se declaran su amor, justo antes de que ella caiga muerta al suelo.

## Reparto
- Brigitte Bardot como Úrsula.
- Alida Valli como Florentine.
- Stephen Boyd como Lambert.
- José Nieto como el conde Miguel de Ribera.
- Fernando Rey como Tío.
- Maruchi Fresno como Conchita.
- Adriano Domínguez como Fernando.
- José Marco Davó como el jefe de la policía.

## Recepción
En el sitio web agregador de reseñas Rotten Tomatoes, la película tiene un índice de aprobación del 20% según 5 críticos, con una calificación promedio de 4,60/10.
Nathan Rabin de The A.V. Club dijo esto sobre la versión restaurada de la película: «Les Bijoutiers du clair de lune todavía deja mucho que desear artísticamente. Esta nueva transferencia es una maravilla nítida y vívida que le da a una película interesante pero tremendamente defectuosa un mejor tratamiento del que probablemente se merece».
La versión en DVD de la película se lanzó el 19 de septiembre de 2001. Rich Rosell de Digitally Obsessed, quien lo revisó, le dio una «C+».